# Hrabstwo Ballard
Hrabstwo Ballard (ang. Ballard County) – hrabstwo w stanie Kentucky w Stanach Zjednoczonych. Obszar całkowity hrabstwa obejmuje powierzchnię 273,60 mil² (708,62 km²). Według spisu United States Census Bureau w roku 2010 miało 8249 mieszkańców.
Hrabstwo należy do nielicznych hrabstw w Stanach Zjednoczonych należących do tzw. dry county, czyli hrabstw gdzie decyzją lokalnych władz obowiązuje całkowita prohibicja.
Hrabstwo powstało w 1842 roku. 
Na jego terenie znajdują się:
- miejscowości – Barlow, Blandville, Kevil, LaCenter, Wickliffe,

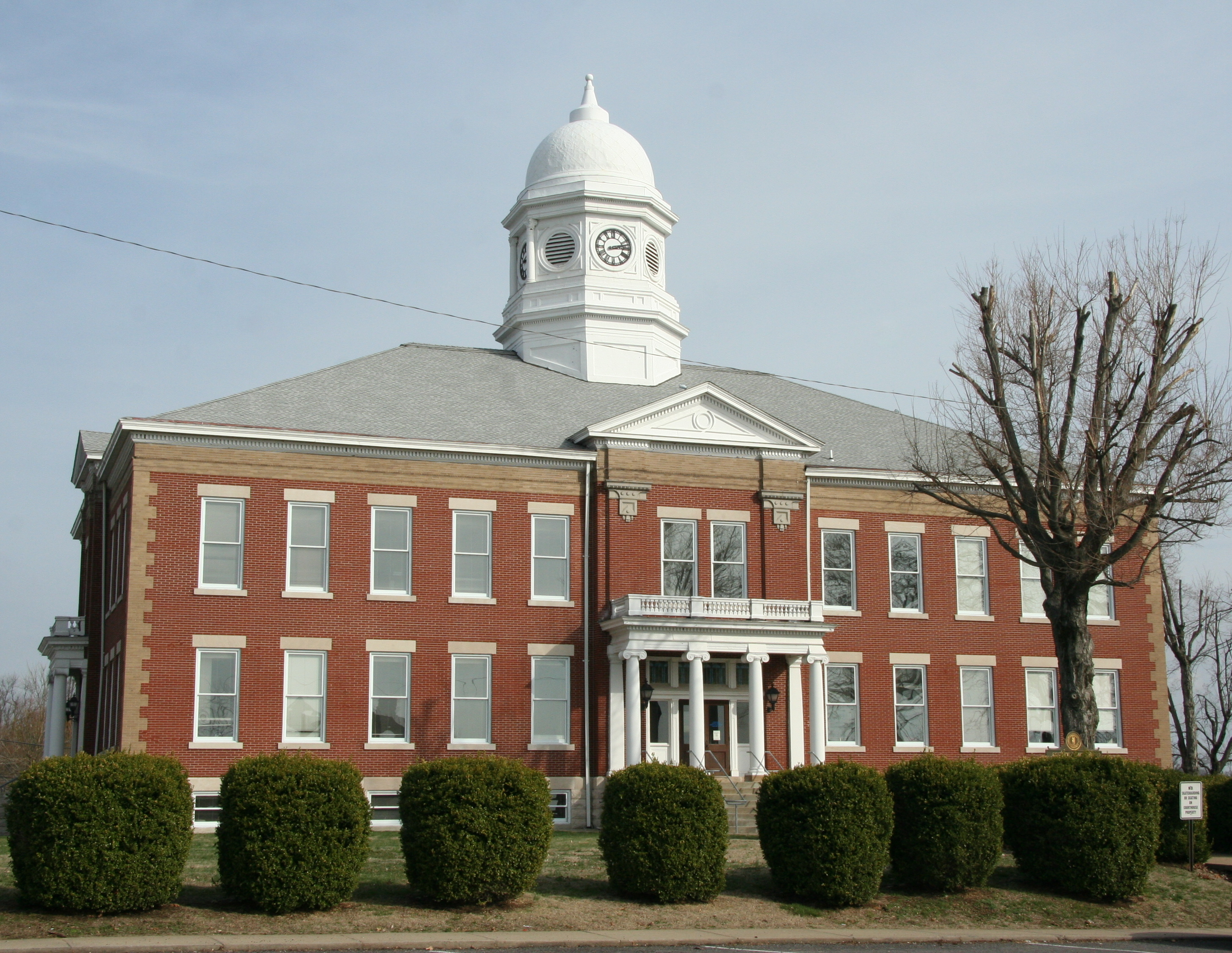
Budynek administracji (courthouse) w Wickliffe

- CDP – Bandana, Lovelaceville

| Populacja hrabstwa w poprzednich latach | Populacja hrabstwa w poprzednich latach |
| Rok                                     | Liczba ludności                         |
| --------------------------------------- | --------------------------------------- |
| 1980                                    | 8765                                    |
| 1990                                    | 7902                                    |
| 2000                                    | 8286                                    |
| 2010                                    | 8249                                    |